# Zondagsschool

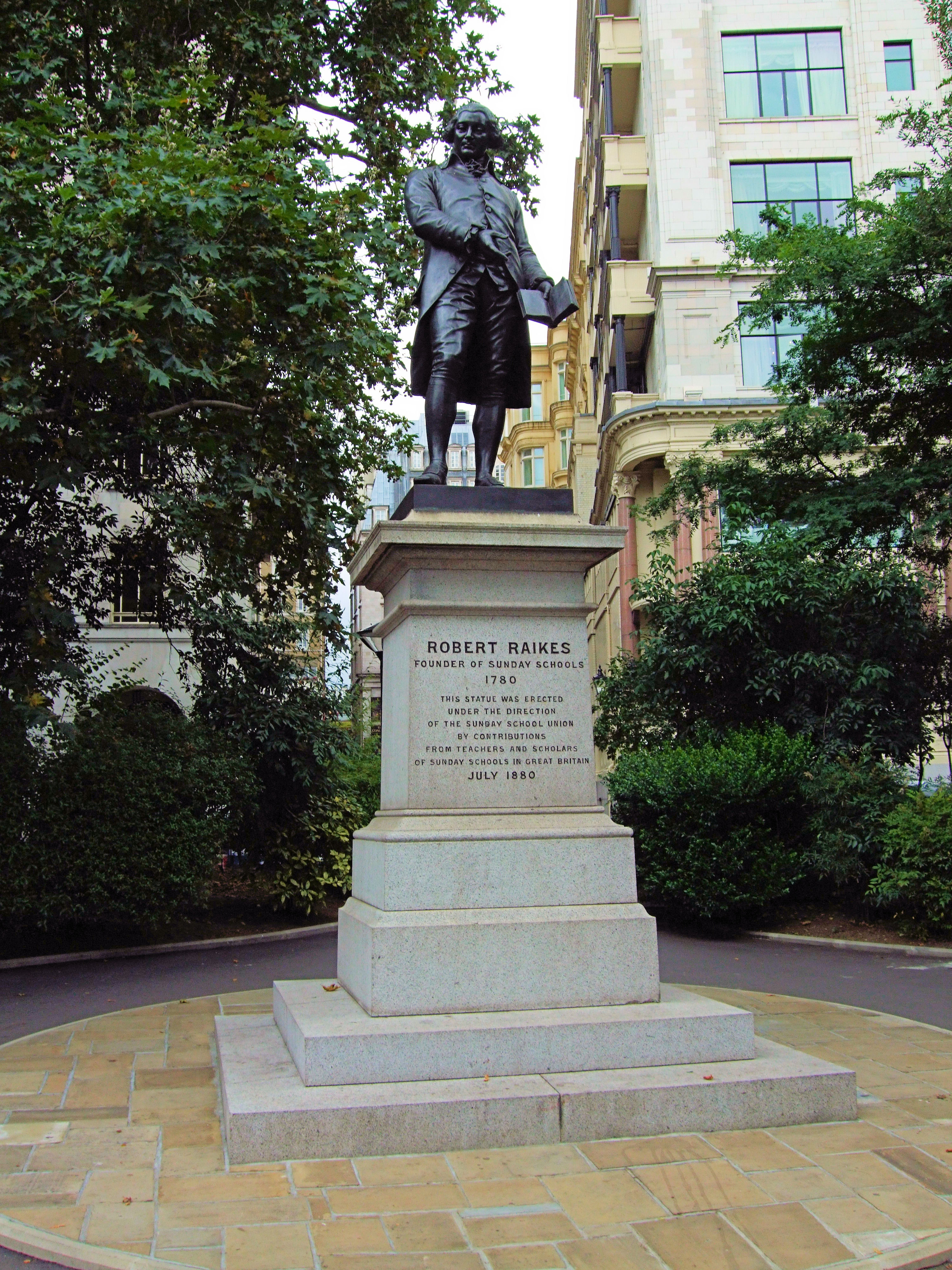
Monument van de stichter van de zondagsschool, Robert Raikes (1731-1811), Victoria Embankment Gardens London

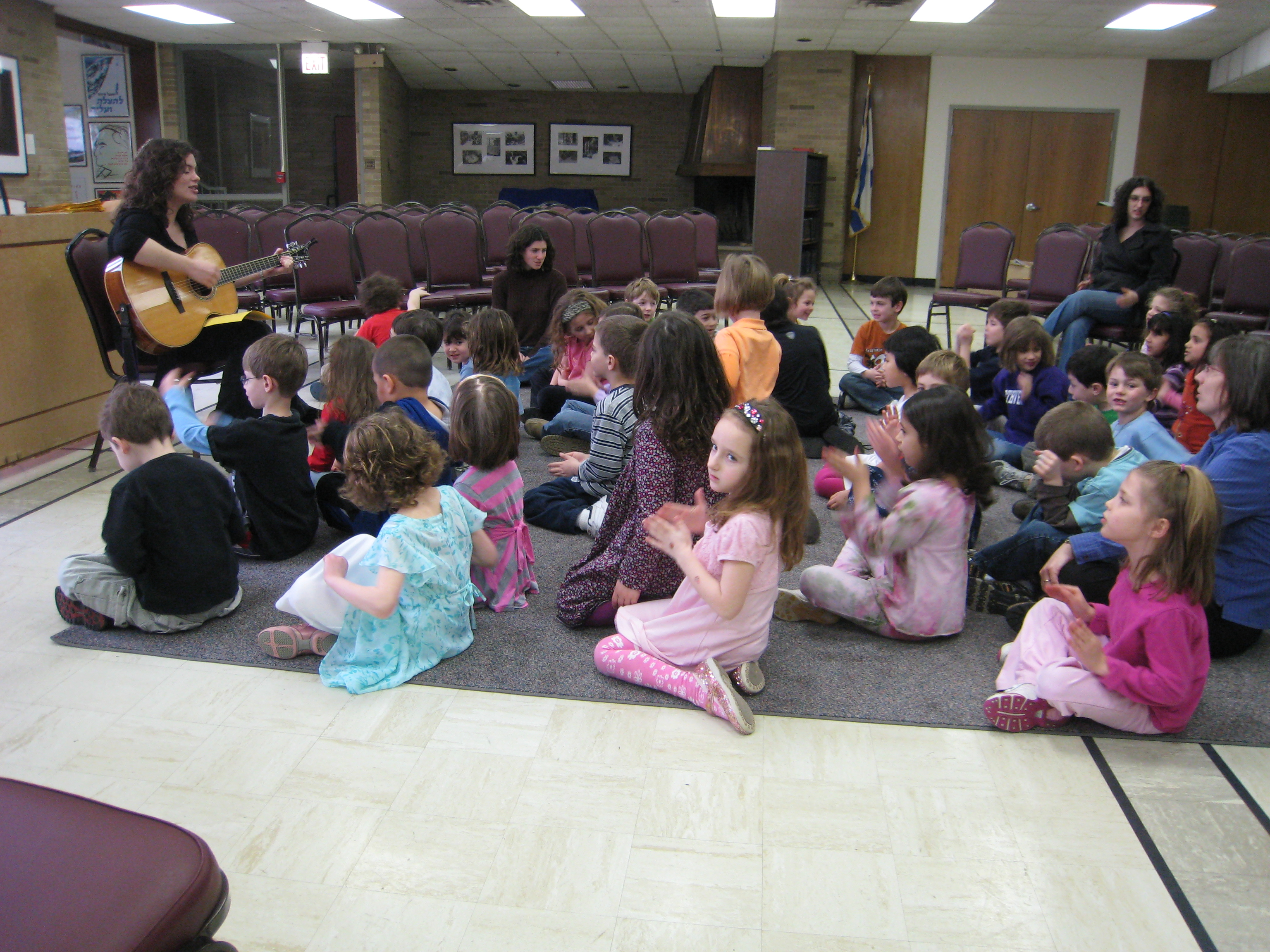
Een zondagsschool, waar gezongen wordt.

De zondagsschool is een activiteit van een kerkelijke gemeente waarbij kinderen in de basisschoolleeftijd worden onderwezen in het christelijk geloof en de Bijbelse geschiedenis.

## Geschiedenis
De eerste zondagsscholen zijn in 1780 opgericht door Robert Raikes (1735-1811), uitgever van The Gloucester Journal en filantroop. Hij stichtte in de achterbuurten van Gloucester scholen voor de fabriekskinderen, die zes dagen per week werkten en op zondag vrij waren. Als lesstof werd de Bijbel gebruikt terwijl de scholen opgezet waren uit sociaal-pedagogisch motief. Nadat de sociale omstandigheden aan het einde van de 19de eeuw verbeterden kwam het accent op de godsdienstige en geestelijke vorming van het kind te liggen.

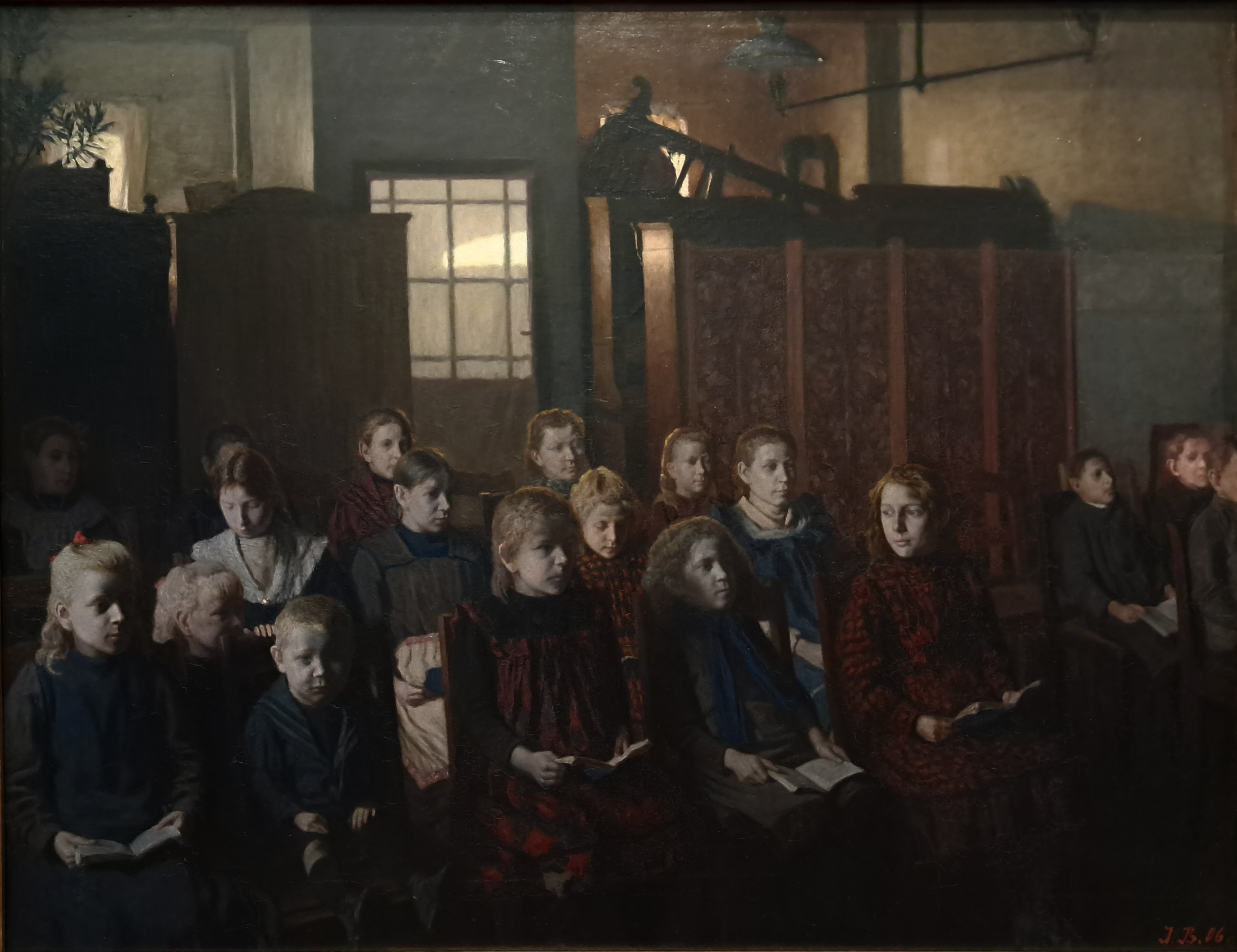
Zondagsschool in een weeshuis - door de Deense schilder Jens Birkholm

Raikes wordt beschouwd als het boegbeeld van de internationale zondagsschoolbeweging.

## Zondagsscholen in Nederland
De eerste zondagsscholen in Nederland naar voorbeeld van Robert Raikes dateren uit de jaren dertig van de negentiende eeuw. Zij werden vanuit sociaal-filantropische bewogenheid opgericht door prominente figuren binnen de Reveilkring. De eerste was de Haagsche 'Zondagschool' opgericht in 1836 door de arts van joodse afkomst Abraham Capadose, die christen geworden was.
Op 23 oktober 1865 werd in Amsterdam de Nederlandse zondagsschool vereniging opgericht door o.a. ds. C.S. Adema van Scheltema (voorzitter), Ph.J. Hoedemaker (secretaris), jhr. E. van Weede van Dijkveld (penningmeester) en T.M. Looman. Bij de oprichting ging het om 281 scholen met 729 actieve personen. Er werden nog meerdere zondagsschoolverenigingen opgericht, die op verschillende locaties in een stad zondagsscholen organiseerden. De activiteiten richtten zich niet alleen op de kinderen van de christelijke gemeenten, maar ook op niet-kerkelijk gebonden kinderen met de bedoeling hen in aanraking te brengen met het christelijk geloof. Zondagsschoolverenigingen werden zowel naar kerkelijke achtergrond als methodiek opgericht.
In 1871 vond een afsplitsing plaats. Op 14 november 1871 werd in Utrecht de 'Gereformeerde Zondagsschoolvereeniging Jachin' opgericht op initiatief van jhr. mr. A. M. C. van Asch van Wijck en ds. J. R. Kreulen van de Christelijke Gereformeerde Gemeente. Men wilde hiermee voorkomen dat rationalisme en modernisme hun verderfelijke dwalingen via de bestaande zondagsscholen over zouden brengen op de kinderen.

### Enkele voorbeelden van persoonlijke initiatieven
In 1855 richtte de predikant Jan de Liefde in Amsterdam de vereniging Tot Heil des Volks op. Hij startte met scholen voor 'haveloze kinderen' waar onder andere de zondagsschool uit voort kwam.
In 1861 stichtte mr. Aeneas baron Mackay (1806-1876) de zondagsschool Ophemert & Zennewijnen met het doel 'Bijbelkennis te bevorderen'. De zondagsschool startte met dertig kinderen. In 1875, de school telde inmiddels 182 kinderen, werden de groepen heringedeeld waarbij jongens en meisjes gescheiden werden. Het hoogste aantal kinderen, 213, werd bereikt rond het 50-jarig bestaan in 1912. Het aantal was anno 2002 bij het 140-jarig bestaan nog 30 kinderen, gelijk aan het aantal bij de start.
In Eibergen leidde mevrouw Ter Braak-Huizinga, moeder van Menno ter Braak, een zondagsschool die op haar initiatief in 1907 gesticht was door de Protestantenbond. Doel was  het aankweken van godsdienstige gevoelens in vrijzinnige geest en kennis van de Bijbelse geschiedenis.

### Nederlandse zondagsscholen anno 21ste eeuw
In de protestantse kerken in Nederland is het een gebruik dat kinderen van de gemeente op zondag, veelal in de vorm van een afzonderlijke bijeenkomst, worden onderricht in godsdienst, zingen, praten over godsdienstige onderwerpen en een verwerking maken/spelen. Kerkgenootschappen hebben soms een eigen organisatie die materiaal ontwikkelt voor het zondagsschoolwerk. Voor de orthodoxe gemeenten in de Protestantse Kerk in Nederland en de Hersteld Hervormde Kerk is dat bijvoorbeeld de "Bond van Hervormde Zondagsscholen op gereformeerde grondslag". Deze is tegen kindernevendiensten en ziet de zondagsschool als 'leerschool' ter voorbereiding op de catechese.

## Kindernevendiensten
Kindernevendiensten zijn ontstaan uit de zondagsschool. In de 19de en tot in de 20ste eeuw werden kerkdiensten beschouwd als voor volwassenen. Kinderen hadden gelijktijdig een eigen dienst of bezochten de zondagsschool. Later kregen kinderen een eigen plek in de kerkdienst en werden zondagsscholen op andere tijden gehouden.
Anno 21ste eeuw zijn er in Nederland relatief veel kerkelijke gemeenten die kindernevendiensten kennen. Kinderen tot met de leeftijd van groep acht van de basisschool wonen van de ochtendkerkdienst alleen het begin en de zegen aan het einde  bij. Daarna vertrekken zij naar een aparte ruimte waar bijvoorbeeld in verschillende groepsniveaus een Bijbelverhaal behandeld wordt.
Nog weer later zijn er in het kader van pioniersplekken bij de PKN zogeheten kliederkerken opgezet: kinderkerkdiensten waarin kinderen rondom het thema van een Bijbelverhaal kunnen knutselen en tekenen/schilderen. Soms vinden deze buiten in de natuur plaats.

## Ander religieus onderwijs
Bij zevendedagsadventisten is er de sabbatschool op zaterdag. In joodse kringen kunnen kinderen naar Joodse les, ook meestal op zondag. Ook bestaan er andere vormen van religieus informeel onderwijs, zoals koranscholen en weekendscholen voor Cinese kinderen. Daarnaast bestaat er ook catechisatie, niet specifiek op zondag.